# Watercolour
Watercoulour ist ein Lied der Electronica-/Synth-Rock-Band Pendulum aus ihrem Album Immersion. Es ist eine Produktion von Gareth McGrillen und Rob Swire, der das Lied außerdem schrieb und komponierte. Am 29. März 2010 wurde Watercoulor als erste Single aus dem Album zum Verkauf freigegeben. Verwendung in den Medien findet der Song unter anderem in den Soundtracks der Spiele Need for Speed: Hot Pursuit und F1 2010.

## Musikvideo
Das Musikvideo wurde von Barney Steel und Michael Sharpe innerhalb von zweieinhalb Wochen gedreht. Aufnahmeort waren die Three Mills Studios in East End, London. Barney Steel erklärte, dass massive Regen- und Wind-Maschinen für den Dreh verwendet wurden und sie am Ende noch eine „apokalyptische Szene“ mit eingebaut hätten. Veröffentlicht wurde das Video dann erstmals am 1. April des Jahres 2010 auf YouTube. Im August 2012 hatte es über 17 Millionen Klicks und war damit das meistgesehene Video auf dem offiziellen Channel Pendulums.

## Kritiken
Das Lied wurde verschieden bewertet. Es wurde festgestellt, dass Pendulum mit dem Song wieder weiter in Richtung Mainstream gehen würde. Mayer Nissim von Digital Spy vergab drei Sterne und meinte, dass man sich den Track durchaus anhören könne, während Fraser McAlpine von der BBC nur zwei von fünf möglichen Sternen vergab.

## Kommerzieller Erfolg

### Chartplatzierungen
Das Lied wurde die einzige Top-10-Single Pendulums im Vereinigten Königreich. Es stieg am 15. Mai 2010 auf Platz vier ein, stand am 3. Juli 2010 allerdings schon auf Platz 63. In Neuseeland und Australien konnte es jeweils Platz 37 erreichen, in Neuseeland blieb es eine, in Australien zwei Wochen in den Charts.
| ChartsChartplatzierungen     | Höchstplatzierung | Wochen |
| ---------------------------- | ----------------- | ------ |
| Australien (ARIA)            | 37 (2 Wo.)        | 2      |
| Vereinigtes Königreich (OCC) | 4 (14 Wo.)        | 14     |

### Auszeichnungen für Musikverkäufe
| Land/Region                  | Auszeichnungen für Musikverkäufe (Land/Region, Auszeichnung, Verkäufe) | Verkäufe |
| ---------------------------- | ---------------------------------------------------------------------- | -------- |
| Neuseeland (RMNZ)            | Gold                                                                   | 7.500    |
| Vereinigtes Königreich (BPI) | Gold                                                                   | 400.000  |
| Insgesamt                    | 2× Gold ·                                                              | 407.500  |